# Karambola
A karambola (Averrhoa) a madársóska-virágúak (Oxalidales) rendjébe és a madársóskafélék (Oxalidaceae) családjába tartozó nemzetség.

## Előfordulásuk
A karambolafajok eredeti előfordulási területe a következő térségekben és szigeteken található: Celebesz, Fülöp-szigetek, Jáva, Maláj-félsziget, Maluku-szigetek, Új-Guinea és Vietnám.
Az ember betelepítette Ázsia más trópusi részeire és egyéb szigetekre, valamint Közép- és Dél-Amerika egyes országaiba is.

## Rendszerezés
A nemzetségbe az alábbi 5 faj tartozik:
- Averrhoa bilimbi L. - típusfaj
- csillaggyümölcs (Averrhoa carambola) L.
- Averrhoa dolichocarpa Rugayah & Sunarti
- Averrhoa leucopetala Rugayah & Sunarti
- Averrhoa microphylla Tardieu